# Borsa di Firenze

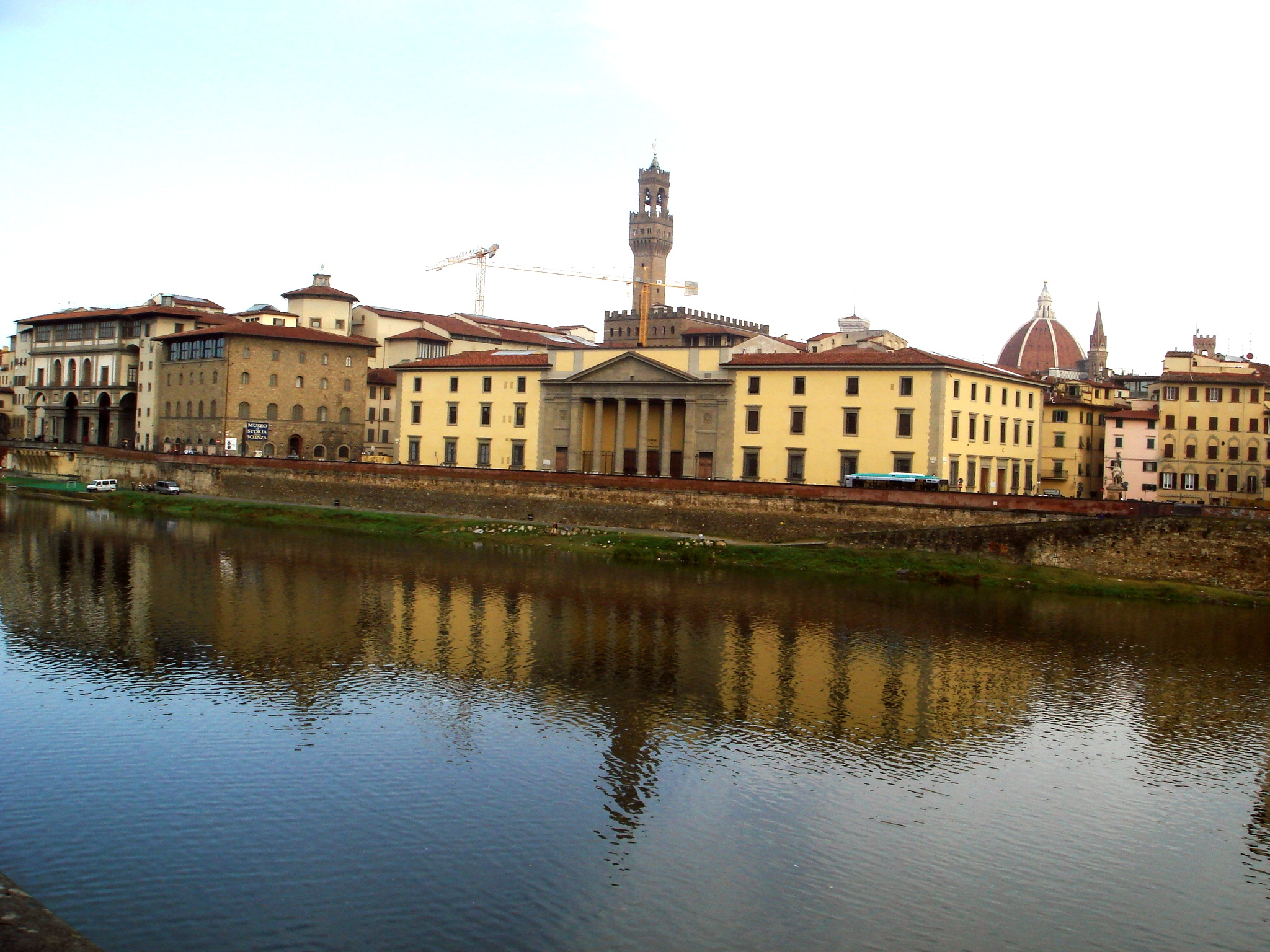
Il palazzo della Borsa

La Borsa valori di Firenze è stata una delle dieci borse valori italiane attive fino al 1997, quando vennero unificate nella Borsa Italiana.

## Storia
Le borse di commercio di Firenze e di Livorno vennero fondate nel 1808, all'indomani dell'annessione della Toscana all'Impero francese, per la contrattazione dei titoli di stato dell'Impero. 
L'istituzione non era tuttavia apprezzata dal ceto mercantile locale e, sebbene mai abolita, dopo la Restaurazione rimase inattiva. 
La borsa fiorentina venne rifondata dal Granduca nel 1859 e in tale occasione iniziò la contrattazione dei titoli azionari: i primi furono quelli della Banca Nazionale Toscana, cui si aggiunsero nel 1860 quelli delle Ferrovie Livornesi.
Negli stessi anni fu costruito l'imponente Palazzo della Borsa, che ospitava anche la Camera di Commercio e la Banca Nazionale.
Nel dopoguerra la borsa toscana perse progressivamente importanza e negli ultimi decenni gli agenti di cambio si ridussero a due. 
La Borsa di Firenze, come le altre borse cittadine italiane, fu chiusa nel 1997, quando il cosiddetto "decreto EuroSIM" (D. Lgs. 23 luglio 1996, n. 415) ne determinò la fusione nell'unica Borsa Italiana.